# سی‌جی‌ای
سی‌جی‌ای (به اسپانیایی: CGE) شرکت برق شیلیایی است، که در زمینه تولید برق، توزیع برق و توزیع گاز طبیعی فعالیت می‌کند. 
شرکت سی‌جی‌ای در سال ۱۹۰۵ تأسیس شد. دفتر مرکزی این شرکت در شهر سانتیاگو، شیلی قرار دارد و بخشی از سهام آن در بازار بورس اوراق بهادار سانتیاگو معامله می‌شود.